# Ida-Virumaa
Ida-Virumaa (Estisch ook: Ida-Viru maakond, Duits (verouderd): Ost-Wierland) is een van de vijftien provincies van Estland en ligt in het uiterste noordoosten van het land. De provincie is rijk aan olie en mineraal-mijnen. Hiermee was het voor de ineenstorting van de Russische economie een economisch belangrijke provincie. Daarna bleef de provincie door hoge werkloosheidscijfers achter in economische groei. De hoofdstad van de provincie is Jõhvi. Op 1 januari 2023 bedroeg het aantal inwoners 133.358.

## Geschiedenis
Gedurende het laatste tijdperk van de Sovjet-overheersing werd de provincie Kohtla-Järve genoemd. De hoofdstad was toen eveneens Kohtla-Järve, waarvan Jõhvi, de huidige hoofdstad, toen een onderdeel vormde. De provincie werd bekend om zijn vele mijnen. Meer dan 90% van de energie in Estland werd hier opgewekt. De mijnwerkers waren met name Russische arbeiders en door grote groei en industrialisatie werden onbeduidende dorpjes grote industriële gebieden. Aan het einde van de jaren 80 van de 20e eeuw stortte de Russische economie in en werd het gebied, dat nu zijn afzetmarkt kwijt was, hevig getroffen door werkloosheid. Ook na het herstel van de onafhankelijkheid bleef de werkloosheid in de provincie hoog. In 2019 bedroeg de werkloosheid in Ida-Virumaa 8,9% tegen 4,6% in Estland als geheel.
Dankzij de massale toeloop van Russische arbeiders in de periode 1945-1985 heeft de provincie een Russischtalige meerderheid: 71,1% van de bevolking is etnisch Rus. Esten maken 18,8% van de bevolking uit en andere nationaliteiten 9,8% (cijfers van 1-1-2023; van het restant is de nationaliteit niet bekend). Wel heeft de meerderheid van de bevolking het Estische staatsburgerschap. In 2023 was dat 56%. 26% was Russisch staatsburger.

## Gemeenten
De provincie telt vier steden met de status van gemeente en vier landgemeenten. 
De steden zijn:
- Kohtla-Järve
- Narva
- Narva-Jõesuu
- Sillamäe

De landgemeenten zijn:
- Alutaguse
- Jõhvi
- Lüganuse
- Toila

## Foto's

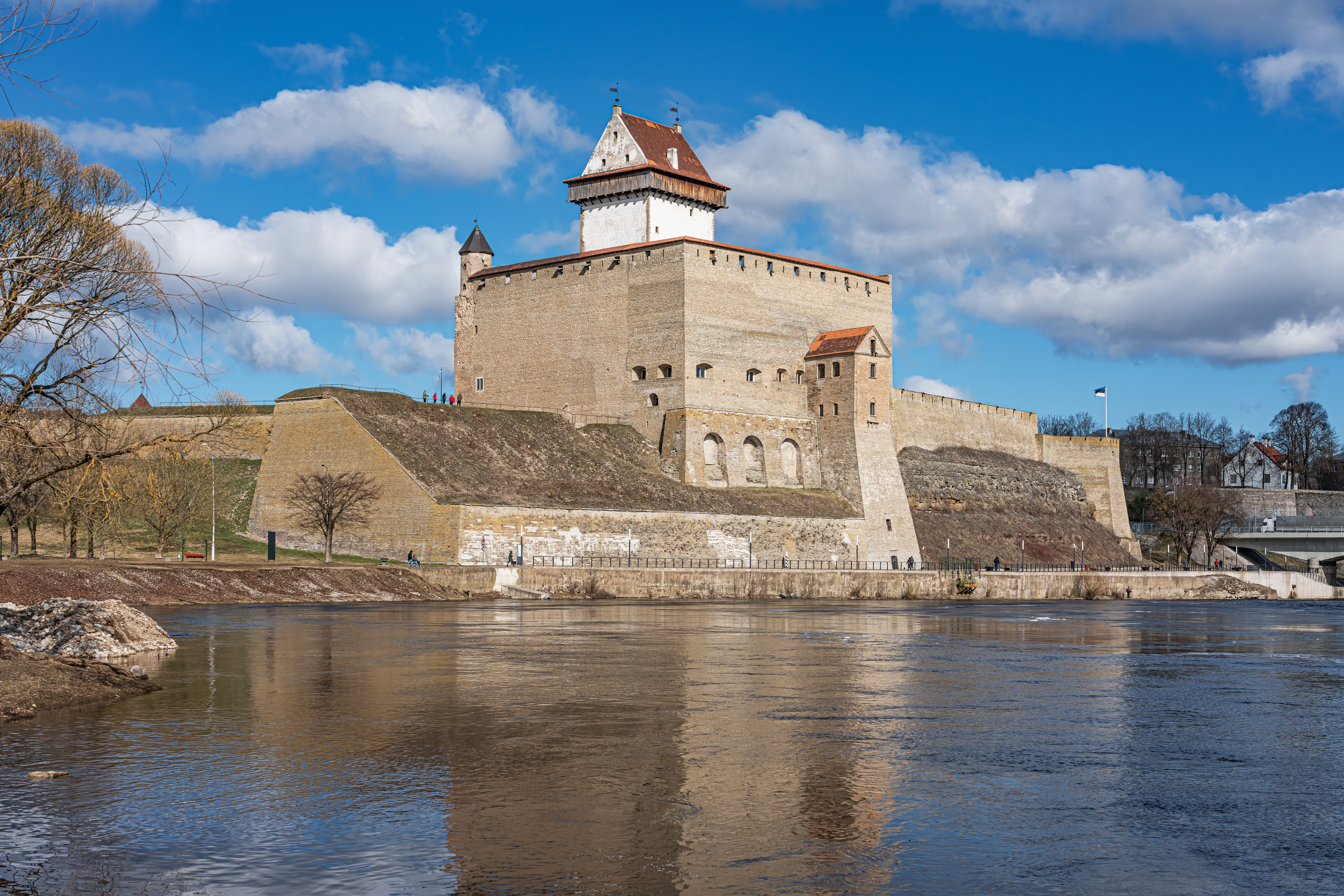
De burcht van Narva
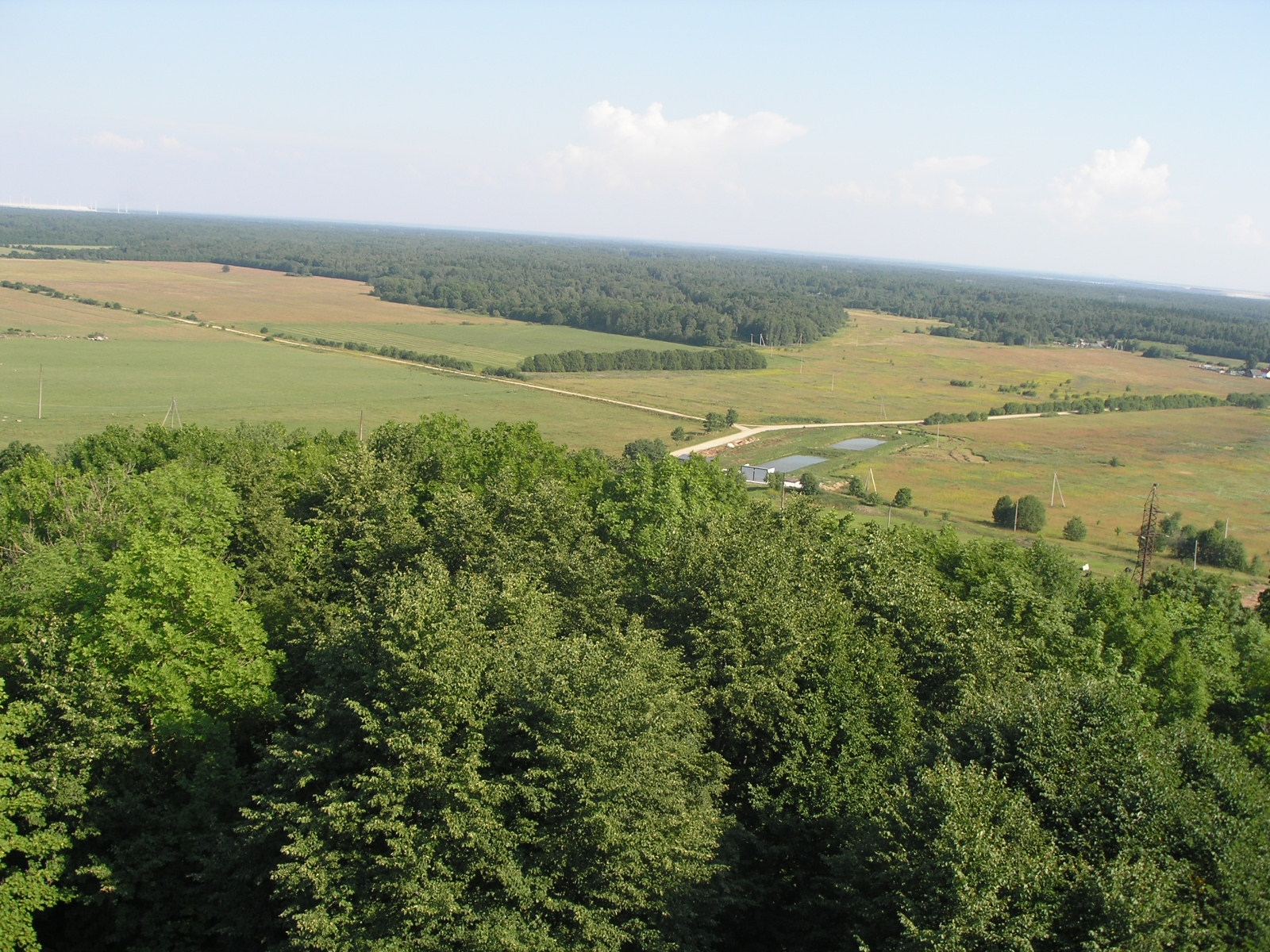
Het landschap van Ida-Virumaa, gezien vanaf een uitkijktoren in Sinimäe
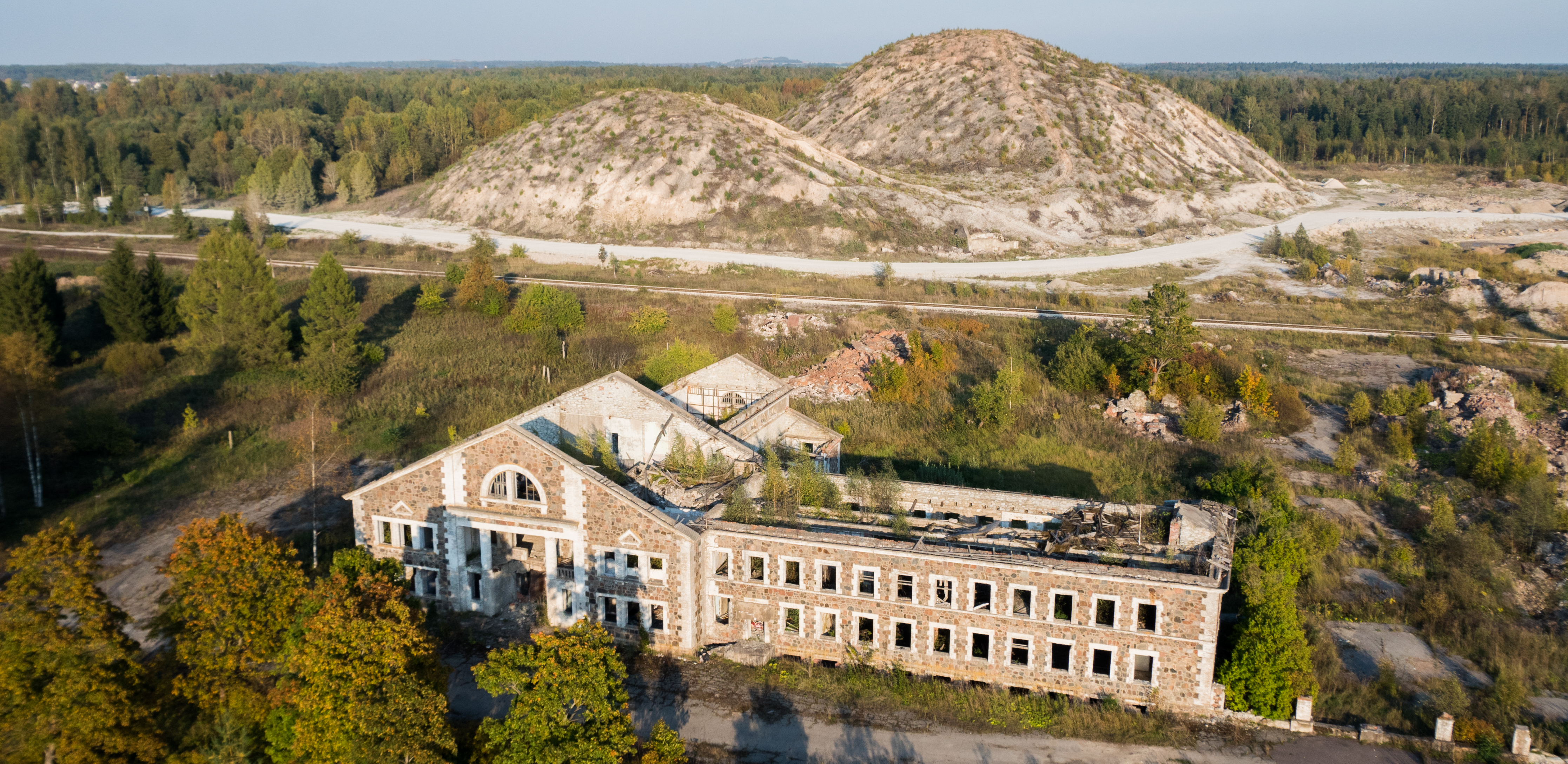
Restanten van de olieschalie-industrie in het stadsdeel Sompa van Kohtla-Järve
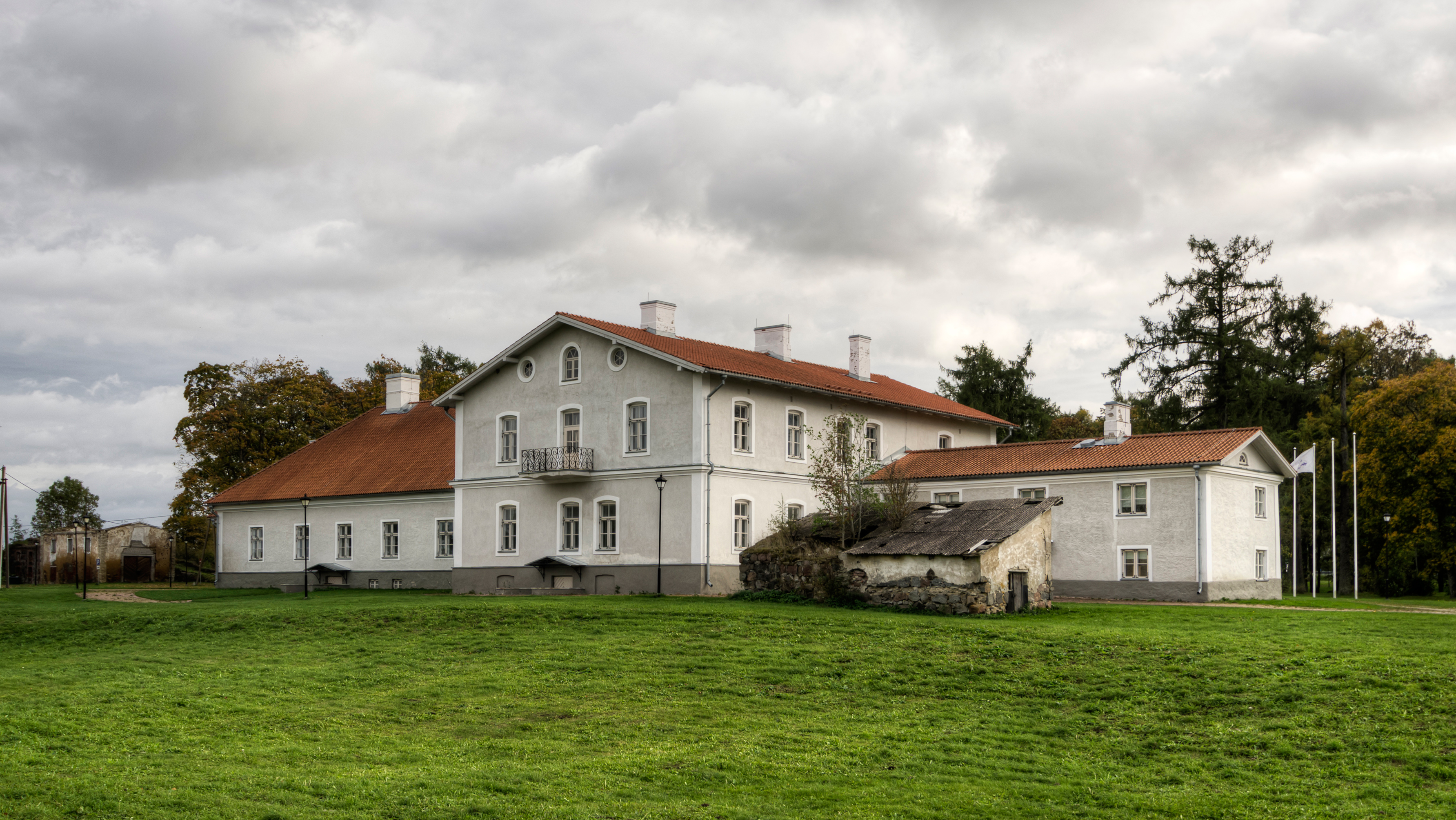
Het landhuis van Kukruse
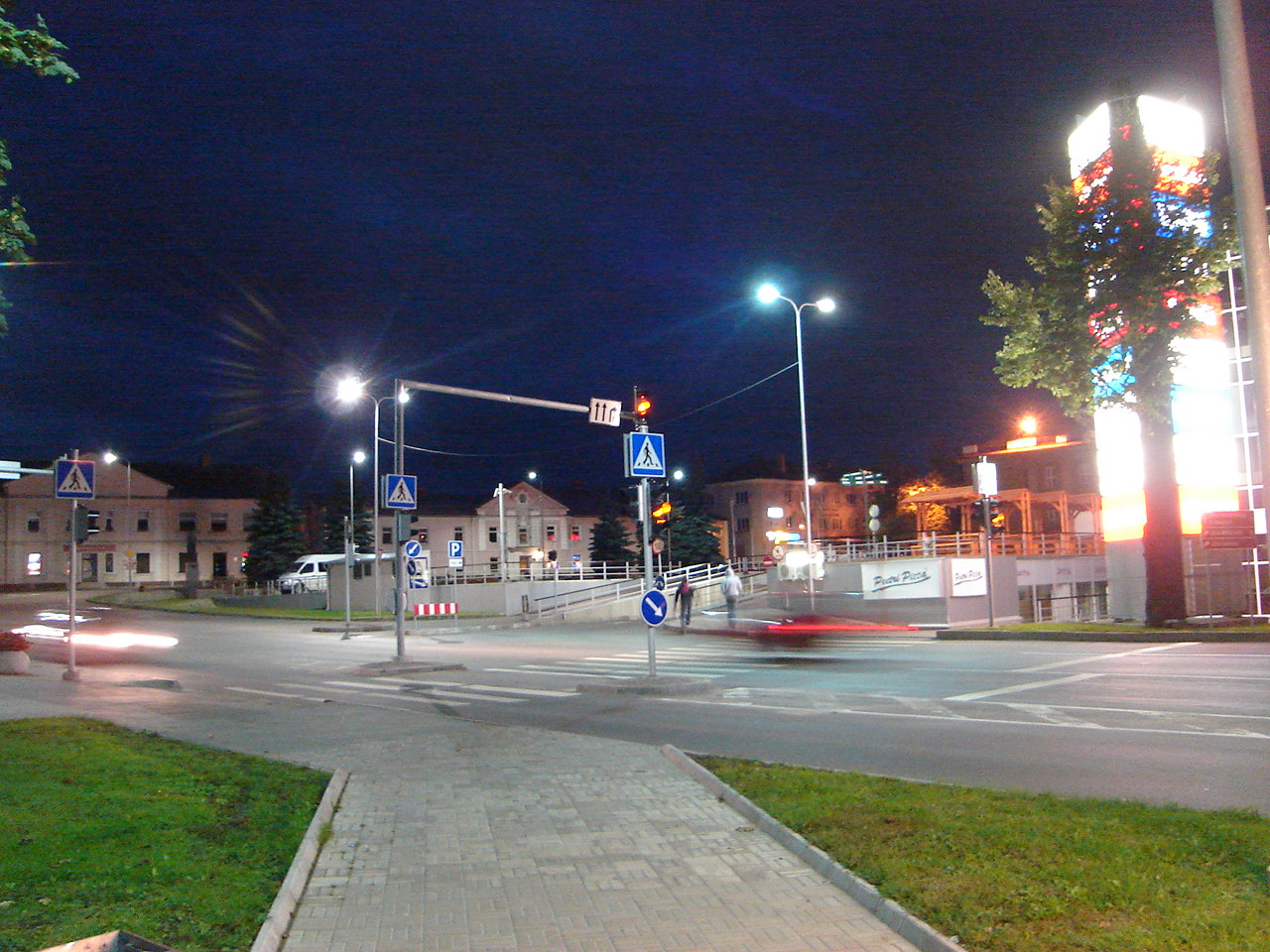
De stad Jõhvi bij nacht

Harjumaa · Hiiumaa · Ida-Virumaa · Järvamaa · Jõgevamaa · Läänemaa · Lääne-Virumaa · Pärnumaa · Põlvamaa · Raplamaa · Saaremaa · Tartumaa · Valgamaa · Viljandimaa · Võrumaa